# Kamera Bakera-Nunna

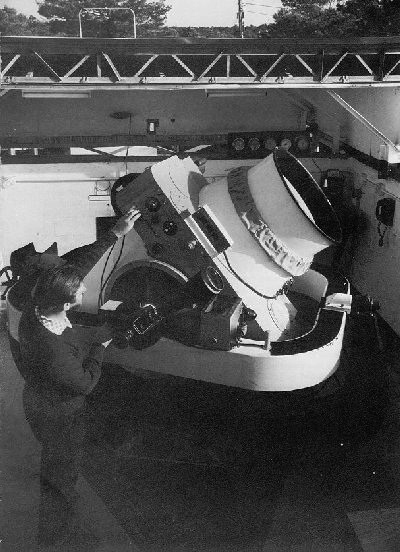
Kamera Bakera-Nunna

Kamera Bakera-Nunna – połączenie aparatu fotograficznego z teleskopem, zaprojektowane przez dwóch Amerykanów, dr Jamesa G. Bakera i Josepha Nunna. Używana do optycznego śledzenia sztucznych satelitów. Została zbudowana w związku z badaniami Międzynarodowego Roku Geofizycznego.

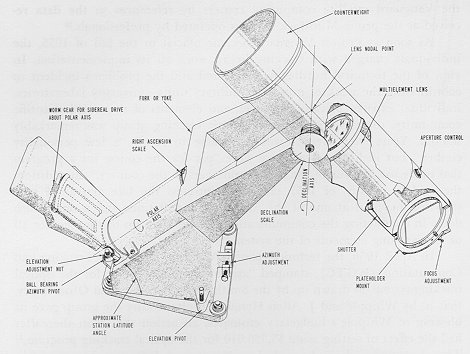
Szkic budowy kamery Bakera-Nunna

Teleskop optyczny typu Schmidta, o średnicy zwierciadła 75 cm i masie 3,5 tony, połączony był ze specjalnym aparatem fotograficznym. Pole widzenia teleskopu wzdłuż toru lotu obiektu wynosiło 30°, a w poprzek, 5°. Unikalna migawka aparatu powodowała, że przelatujące satelity pozostawiały na zdjęciach charakterystyczne i łatwo zauważalne przerywane linie. Każda z tych kamer była połączona ze specjalnym zegarem kwarcowym, który w sposób automatyczny odnotowywał czas dla wykonania każdego zdjęcia z dokładnością do 1/1000 części sekundy. Dokładność pomiaru położenia satelitów wynosiła do 9 metrów.
Dwanaście takich kamer rozlokowanych w różnych miejscach na kuli ziemskiej tworzyło, między latami 50. a 70. XX wieku, amerykańską sieć optycznego śledzenia obiektów kosmicznych, głównie sztucznych satelitów. Sieć należała do Smithsonian Astrophysical Observatory.

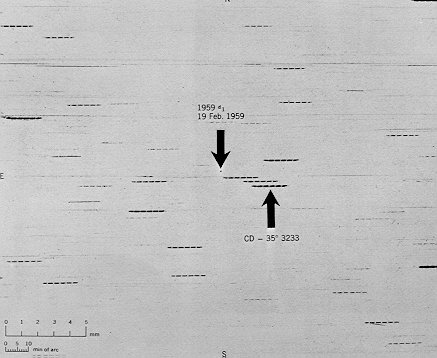
Fotografia toru lotu satelity Vanguard 2 wykonana kamerą Bakera-Nunna